# Арисменди, Ярели
Яре́ли Арисме́нди (исп. Yareli Arizmendi; 24 апреля 1964, Мехико, Мексика) — мексиканско-американская актриса

, сценаристка и продюсер.

## Биография
Ярели родилась в Мехико, а выросла в США. Она посещала среднюю школу в Канзасе. Она получила степень бакалавра в области политологии в Калифорнийском университете в Сан-Диего и продолжила на мастера изобразительных искусств в том же учреждении.
Она известна своими ролями Розауры в фильме «Как вода для шоколада» и Лилы в «День без мексиканца».
В настоящее время она и её муж, Серхио Арау (женаты с 1991 года), владеют компанией, которая занимается продвижением и подготовкой различных проектов.

## Избранная фильмография
| Год  |    | Русское название               | Оригинальное название        | Роль                               |
| ---- | -- | ------------------------------ | ---------------------------- | ---------------------------------- |
| 1992 | ф  | Как вода для шоколада          | Like Water for Chocolate     | Розаура                            |
| 1994 | тф | Малыш Сиско                    | The Cisco Kid                | Роза Ривера                        |
| 1994 | ф  | Полицейский из Беверли-Хиллз 3 | Beverly Hills Cop III        | Мама напуганных детей              |
| 1995 | ф  | Азбука футбола                 | The Big Green                | Марбелли Моралес                   |
| 1996 | ф  | Близко к сердцу                | Up Close & Personal          | Инес Сифуентес, модный консультант |
| 1996 | с  | Надежда Чикаго                 | Chicago Hope                 | Миссис Эрнандес                    |
| 1996 | мс | Тик-герой                      | The Tick                     | Китти                              |
| 1996 | с  | Полиция Нью-Йорка              | NYPD Blue                    | Элиз Гарса                         |
| 2000 | ф  | Час теней                      | Shadow Hours                 | доктор Маршалл                     |
| 2002 | с  | 24 часа                        | 24                           | Карима Найир                       |
| 2003 | с  | Клиент всегда мёртв            | Six Feet Under               | Кармен                             |
| 2003 | с  | Седьмое небо                   | 7th Heaven                   | Надя Дюпри                         |
| 2006 | с  | Доктор Хаус                    | House                        | леди                               |
| 2006 | с  | Медиум                         | Medium                       | Коронер                            |
| 2006 | ф  | Нация фастфуда                 | Fast Food Nation             | Глория                             |
| 2006 | ки | Лицо со шрамом: Мир — ваш      | Scarface: The World Is Yours | имя персонажа неизвестно           |
| 2007 | с  | Герои                          | Heroes                       | Целительница                       |